# Kazimierz Nycz
Kazimierz Nycz (ur. 1 lutego 1950 w Starej Wsi) – polski duchowny rzymskokatolicki, doktor nauk teologicznych, biskup pomocniczy krakowski w latach 1988–2004, biskup diecezjalny koszalińsko-kołobrzeski w latach 2004–2007, arcybiskup metropolita warszawski w latach 2007–2024, ordynariusz wiernych obrządku wschodniego w Polsce w latach 2007–2025, administrator apostolski sede plena diecezji płockiej w 2019, kardynał prezbiter od 2010, od 2024 arcybiskup senior archidiecezji warszawskiej.

## Życiorys

### Młodość i wykształcenie
Urodził się 1 lutego 1950 w Starej Wsi jako najstarszy z trojga dzieci Franciszka i Walerii Nyczów. W 1967 ukończył naukę w Liceum Ogólnokształcącym im. Marii Skłodowskiej-Curie w Czechowicach-Dziedzicach i zdał egzamin dojrzałości.
W latach 1967–1973 studiował w Metropolitalnym Wyższym Seminarium Duchownym w Krakowie. Święcenia diakonatu otrzymał 8 maja 1972 przez posługę kardynała Karola Wojtyły, arcybiskupa metropolity krakowskiego, natomiast święceń prezbiteratu udzielił mu 20 maja 1973 przed kościołem Niepokalanego Serca Najświętszej Maryi Panny w Kaniowie biskup pomocniczy krakowski Julian Groblicki. Inkardynowany został do archidiecezji krakowskiej.
W 1976 uzyskał licencjat z teologii na Papieskim Wydziale Teologicznym w Krakowie. W latach 1977–1980 odbył studia doktoranckie w zakresie katechetyki na Katolickim Uniwersytecie Lubelskim, które ukończył w 1981 uzyskaniem doktoratu na podstawie dysertacji Realizacja odnowy katechetycznej Soboru Watykańskiego II w archidiecezji krakowskiej.

### Prezbiter
W latach 1973–1975 był wikariuszem parafii św. Elżbiety w Jaworznie-Szczakowej, a następnie w latach 1975–1977 parafii św. Małgorzaty w Raciborowicach. Po ukończeniu studiów doktoranckich pomagał w duszpasterstwie w parafii Miłosierdzia Bożego w Skawinie.
Od 1981 do 1987 był wykładowcą katechetyki na Papieskiej Akademii Teologicznej w Krakowie, jednocześnie pracował w Wydziale Katechetycznym Kurii Metropolitalnej w Krakowie. W latach 1987–1988 pełnił funkcję wicerektora krakowskiego seminarium duchownego.

### Biskup
14 maja 1988 papież Jan Paweł II mianował go biskupem pomocniczym archidiecezji krakowskiej ze stolicą tytularną Villa Regis. Święcenia biskupie przyjął 4 czerwca 1988 w katedrze na Wawelu. Głównym konsekratorem był kardynał Franciszek Macharski, arcybiskup metropolita krakowski, zaś współkonsekratorami arcybiskup Jerzy Ablewicz, biskup diecezjalny tarnowski, i Stanisław Nowak, biskup diecezjalny częstochowski. Jako dewizę biskupią przyjął słowa „Ex hominibus, pro hominibus” (Z ludu i dla ludu). W latach 1988–2004 sprawował urząd wikariusza generalnego archidiecezji krakowskiej. Był organizatorem trzech pobytów Jana Pawła II w Krakowie w trakcie jego podróży apostolskich do Polski.
9 czerwca 2004 Jan Paweł II mianował go biskupem diecezjalnym diecezji koszalińsko-kołobrzeskiej. Urząd biskupi objął kanonicznie podczas ingresu do katedry koszalińskiej 7 sierpnia 2004. Jako biskup diecezji koszalińsko-kołobrzeskiej w ramach przygotowania młodzieży gimnazjalnej do przyjęcia sakramentu bierzmowania wprowadził odbywającą się w małych grupach katechezę pozaszkolną przy parafiach, a także polecił wspólnotom parafialnym troskę o kontakt z młodzieżą akademicką.
3 marca 2007 papież Benedykt XVI mianował go arcybiskupem metropolitą warszawskim. Powierzoną mu archidiecezję warszawską objął kanonicznie 1 kwietnia 2007 podczas ingresu do bazyliki archikatedralnej św. Jana Chrzciciela w Warszawie. 29 czerwca 2007 otrzymał z rąk papieża paliusz metropolitalny. Jako arcybiskup metropolita warszawski objął urzędy wielkiego kanclerza Uniwersytetu Kardynała Stefana Wyszyńskiego w Warszawie i Papieskiego Wydziału Teologicznego w Warszawie. W 2008 zainicjował obchodzony w pierwszą niedzielę czerwca Dzień Dziękczynienia. W listopadzie 2023 w związku z osiągnięciem wkrótce wieku 75 lat złożył rezygnację ze sprawowanego urzędu, którą papież Franciszek przyjął 4 listopada 2024. Do czasu kanonicznego objęcia urzędu przez jego następcę objął funkcję administratora apostolskiego archidiecezji.
Decyzją papieża Benedykta XVI 9 czerwca 2007 został mianowany ordynariuszem wiernych obrządku wschodniego w Polsce, pozbawionych ordynariusza własnego obrządku, a 8 marca 2025 papież Franciszek przyjął jego rezygnację z tej funkcji. 29 maja 2019 papież Franciszek mianował go administratorem apostolskim sede plena diecezji płockiej na czas nieobecności biskupa diecezjalnego płockiego Piotra Libery od 1 lipca do 31 grudnia 2019.
20 października 2010 Benedykt XVI ogłosił jego nominację kardynalską, a na konsystorzu 20 listopada 2010 kreował kardynałem prezbiterem kościoła Świętych Sylwestra i Marcina w Monti. 25 grudnia 2010 odbył kardynalski ingres do archikatedry warszawskiej, natomiast 29 kwietnia 2011 uroczyście objął swój kościół tytularny. Uczestniczył w konklawe w 2013, na którym papieżem został wybrany Franciszek, i w konklawe w 2025, w wyniku którego papieżem został Leon XIV.
W ramach Konferencji Episkopatu Polski w 1999 został przewodniczącym Komisji Wychowania Katolickiego. Pod jego kierunkiem zostały opracowane: Podstawa programowa katechezy Kościoła katolickiego w Polsce, Dyrektorium katechetyczne Kościoła katolickiego w Polsce i Program nauczania religii, zatwierdzone przez Konferencję Episkopatu Polski w 2001 roku. W 2004 został członkiem Rady Stałej, następnie jako kardynał kierujący diecezją stał się jej członkiem z urzędu. Ponadto w strukturach Episkopatu pełnił funkcje przewodniczącego Komisji Rewizyjnej i Rady Ekonomicznej, a także był członkiem Komisji Duszpasterstwa, Rady ds. Środków Społecznego Przekazu, Zespołu ds. Społecznych Aspektów Intronizacji Chrystusa Króla i Zespołu ds. Kontaktów z Konferencją Episkopatu Niemiec. Wszedł również w skład Komisji Wspólnej Przedstawicieli Rządu RP i KEP. W 2010 został przewodniczącym Rady Fundacji „Dzieło Nowego Tysiąclecia”, objął także funkcję przewodniczącego komisji rewizyjnej tej fundacji.
Decyzją Benedykta XVI w 2010 został członkiem Kongregacji ds. Kultu Bożego i Dyscypliny Sakramentów oraz Kongregacji ds. Duchowieństwa, natomiast papież Franciszek w 2014 mianował go członkiem Papieskiej Rady ds. Kultury, a w 2023 Dykasterii ds. Kultury i Edukacji.
Wszedł także w skład Komitetu Wspierania Muzeum Historii Żydów Polskich Polin w Warszawie.
Udzielił święceń biskupich nuncjuszowi apostolskiemu w Liberii Mirosławowi Adamczykowi (2013) oraz biskupom pomocniczym warszawskim: Józefowi Górzyńskiemu (2013), Rafałowi Markowskiemu (2013) i Michałowi Janosze (2015). Był współkonsekratorem podczas sakr biskupa pomocniczego koszalińsko-kołobrzeskiego Krzysztofa Zadarki (2009) i biskupa pomocniczego płockiego Mirosława Milewskiego (2016).

## Odznaczenia i wyróżnienia
Postanowieniem Prezydenta Republiki Portugalskiej z 1 września 2008 został odznaczony Orderem Zasługi II klasy. W 2013 objął funkcję wielkiego przeora zwierzchnictwa w Polsce Zakonu Rycerskiego Grobu Bożego w Jerozolimie, w którym przyznano mu rangę Kawalera Wielkiego Krzyża. W 2015 otrzymał tytuł Baliwa Krzyża Wielkiego Honoru i Dewocji Zakonu Maltańskiego.
W 1999 otrzymał honorowe obywatelstwo miasta i gminy Skawina. Stowarzyszenie Gmin i Powiatów Małopolski przyznało mu tytuł Małopolanina Roku 2010.
W 2019 został odznaczony medalem „Milito Pro Christo”, nadanym przez biskupa polowego Józefa Guzdka.